# Депортації з окупованих Німеччиною Нормандських островів
Депортації з окупованих Німеччиною Нормандських островів стосується конкретної хвилі депортацій нацистською Німеччиною британських громадян, які були резидентами Нормандських островів. Зазначеною причиною була помста за інтернування німецьких громадян у Персії урядом Сполученого Королівства. За прямими вказівками Адольфа Гітлера, порушуючи як міжнародне право, так і умови капітуляції, підписані в липні 1940 року, нацистсько- німецькі війська депортували та інтернували 2300 цивільних жителів Нормандських островів, які не вчинили жодного злочину.

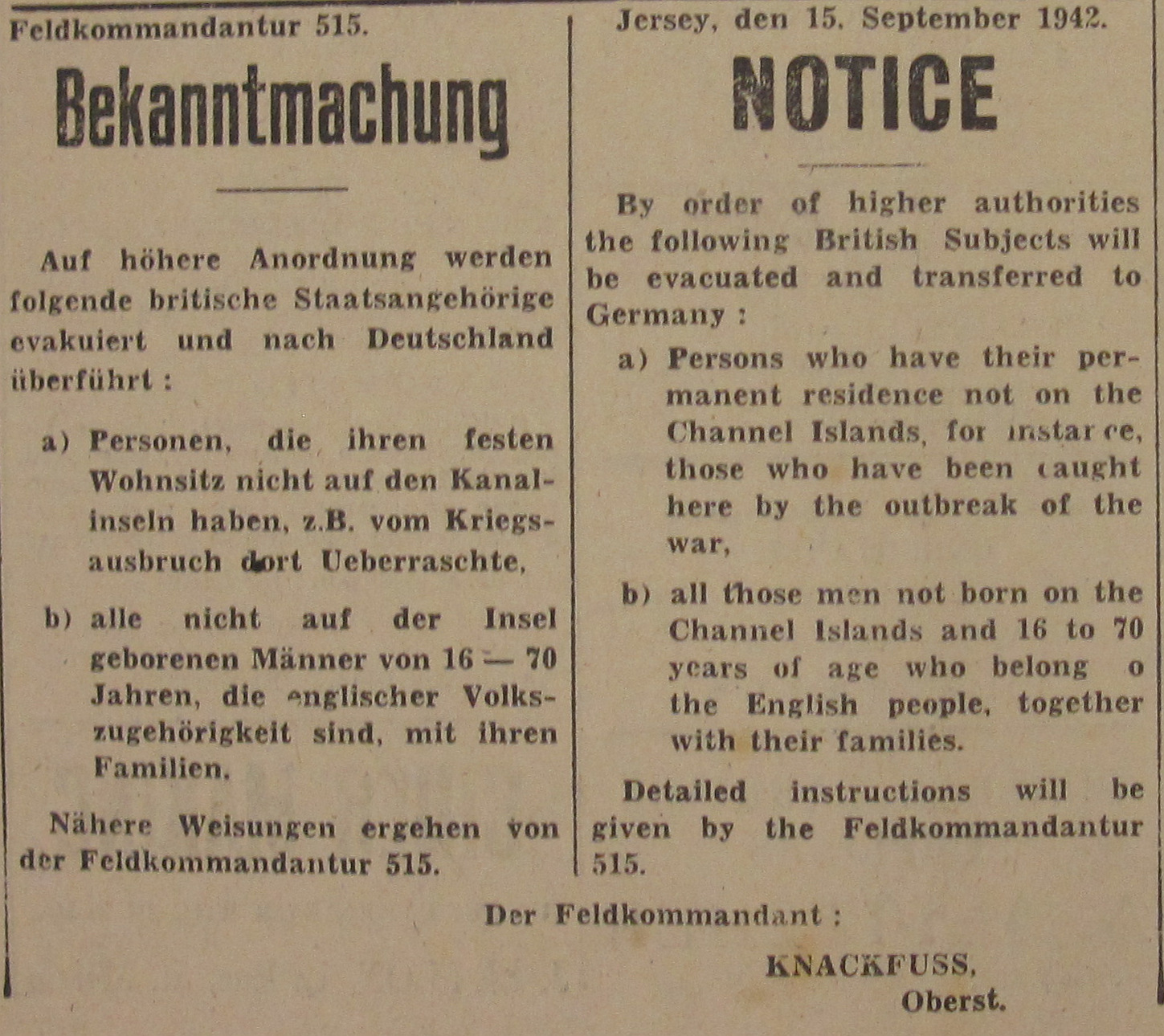
Bekanntmachung 1942 Джерсі депортації

Були й інші депортації британських громадян з Нормандських островів, включаючи депортації євреїв, які проживали на цих островах.

## Прелюдія
Нормандські острови, до складу яких входили Джерсі та Гернсі, до яких також входили Олдерні і Сарк, 30 червня 1940 року потрапили під контроль Третьох Рейху.
До цього блискавичний блицкриґ, що призвів до падіння Франції, дав британському уряду та урядам островів достатньо часу для евакуації тих, хто бажав негайно покинути острови. Залишилося приблизно 25 000, а 66 000 залишилося. У Джерсі залишилося 41101, Гернсі - 24429 та Сарк - 470, в Олдерні - лише 18. 15 червня уряд Сполученого Королівства ухвалив рішення про демілітаризацію і відмову від Нормандських островів, тому весь військовий персонал, озброєння та техніка були вивезені в Англію. Протягом другої половини 1940 І до 1941 Жителі острова поступово вступали в "робочі відносини з німецькими окупантами". Невелика кількість людей, які мали доступ до човнів, вирішили втекти з островів, дехто вмер при спробі.

## Мотивація
У червні 1941 Персія, нинішній Іран, була нейтральною країною, найбільшим торговим партнером якої була Німеччина. Радянський Союз знаходився на його північному кордоні. Сполучене Королівство нещодавно отаборилася в Іраку на захід після анти британського перевороту симпатиків нацистів. 22 червня в операції "Барбаросса" розпочалося вторгнення на радянську територію. Стурбований великою емігрантською спільнотою в Ірані, яка займається шпигунством та підривною діяльністю, 19 липня спільна радянсько-британська вимога була висунута до Персії про вислання всіх громадян Німеччини. Він був відхилений 29 липня і поновлений 16 серпня, цього разу за погодженням з американцями на конференції 9–12 серпня 1941 року. Зрештою Персія погодилася на попит, але до 25 серпня в країну вторглися англо-радянські війська.

## Німецька реакція
Гітлер лютував хоча і лицемірно, скаржившись на вторгнення в нейтральну країну та інтернування німецьких чоловіків. Його негайною реакцією було з’ясувати, які можливі репресії. Відповідь Міністерства закордонних справ Німеччини полягала в тому, що британські жителі Нормандських островів були ефективно інтерновані, оскільки вони не могли виїхати без дозволу. За приблизними підрахунками з Джерсі, близько 2000 чоловіків на острові народилися у Сполученому Королівстві. Це було недостатньо для 8000, які були потрібні для застосування співвідношення 10: 1. Вимагалися більш точні списки чоловіків включаючи список перських громадян. Дивно, що був знайдений 69-річний персид. Попит на списки був розширений, включаючи жінок та дітей. До 10 листопада влада острова подала списки:
| Стать і вік              | Джерсі | Гернсі | Всього |
| ------------------------ | ------ | ------ | ------ |
| Чоловіки 18-45           | 1305   | 432    | 1737   |
| Чоловіки 46-60           | 700    | 359    | 1039   |
| Чоловіки старше 60 років | 728    | 444    | 1,172  |
| Жінки 18+                | 2,391  | 1,525  | 3916   |
| Діти <18                 | 402    | 70     | 472    |
| Всього                   | 5526   | 2830   | 8356   |

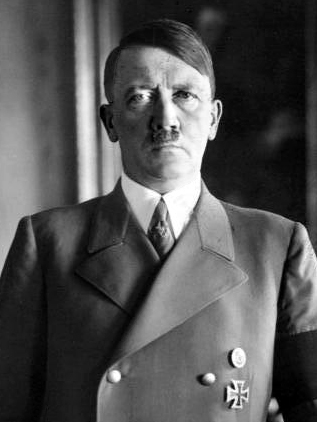
Адольф Гітлер

Припетські болота - 104000 sqmi оточує піщані низовини густої мережі річок та річок, що утворюються по обидва боки річки Прип'ять, однієї з головних приток Дніпра.

Німецькі чиновники спробували кілька дипломатичних шляхів, щоб німці в Персії були звільнені, обмінюючи їх на британських, що потрапили в пастку Швеції, і погрожуючи інтернувати британських цивільних осіб, в тому числі на Нормандських островах. Гітлер вирішив провести їх на Припетських болотах із співвідношенням 10 британців на кожного інтернованого німця.  :3 Реакція Сполученого Королівства полягала в тому, щоб повідомити німцям, що будь-які дії проти мирного населення на Нормандських островах будуть проти Гаазької конвенції. Німецькі військові (Вермахт) були незадоволені використанням Приппетських боліт - оперативного району, де вони не хотіли відвідувати союзних чиновників. МЗС побоюється, що пропозиція про конфіскацію майна інтернованих може бути повторена проти німецьких інтернованих у Сполученого Королівства. Коли стали відомі остаточні цифри іранських німців, бажане покарання у співвідношенні 10: 1 означало, що потрібно знайти 5000 депортованих. Однак у віковій групі 18-45 років було менше 2000 чоловіків. До 11 листопада, після перепису населення, проведеного на островах у серпні 1941, Німці знали, що в Сполученого Королівства народилося 8166 громадян острова Норманд, і встановили особу чоловіків, а можливо і жінок, яких можна депортувати з конфіскованим та перерозподіленим майном. Табір поблизу Кельна був підготовлений і відряджений для перевезення 6000.
Це розпорядження вермахту, який перелічував людей, було відмінено, коли в наказі фюрера від 20 жовтня 1941 Про укріплення острова згадувалося, що подальший наказ дасть інструкції про депортацію  :5 і подальшого наказу не надходило.

### Вересень 1942 року
Спроба швейцарців домовитись про обмін пораненими солдатами та цивільним населенням призвела до того, що Гітлеру нагадали про британських цивільних. Дізнавшись, що його накази не були виконані, він перевидав наказ. На Островах все рухалося дуже швидко. Наказ надійшов до Джерсі 15 вересня, того ж дня відбулася зустріч із посадовими особами судового пристава та парафії, і повідомлення з’явилося в місцевій газеті. Оскільки влада острова відмовлялася вручати повідомлення, солдати вимагали від парафіяльних урядів показувати їм, куди йти, і того вечора виконували накази про депортацію першої партії людей. Людям казали, що багаж обмежений тим, що вони можуть носити з собою. Не було часу для влаштування особистих чи ділових справ. Цінні речі здавали на зберігання в банки, а домашніх тварин віддавали або вбивали. За спеціальною ліцензією цього дня кілька жінок вийшли заміж за своїх наречених, тим самим уникнувши депортації. Інші робили спроби самогубства, а деякі мали успіх.  :xv
Деякі торги відбулися, щоб дозволити кільком людям залишитися, а іншим зайняти свої місця. Більшість служителів церкви були англійцями, тож була досягнута угода, яка дозволила достатній кількості з них залишатися для продовження служіння. Людей, які були корисні німецькому уряду своєю роботою, також пощадили, як і деяких хворих та літніх.

### Кораблі та поїзди
Сподіваючись вивезти 1200 людей 16 грудня, німці були розчаровані, коли лише 280 чоловіків, жінок та дітей, залишили Джерсі на першому кораблі. На вулицях було багато людей, які плакали і махали руками. Острів давав їм їжу, щоб взяти з собою. Німецькі моряки одягали їх у рятувальні жилети. Багато колишніх військовослужбовців з гордістю носили свої медалі.  :35 Під час плавання корабля співали патріотичні пісні. Через два дні кілька кораблів у Джерсі були готові, і ще 600 людям було наказано доповісти. Одне судно було відхилене владою острова, оскільки воно щойно розвантажило вантаж вугілля і було брудним, тому плавали лише 346 людей. Ті, кого не відправили, повернулися до своїх будинків, щоб дочекатися наступного корабля, дехто виявив, що їхні будинки були розібрані за їх відсутности. Натовп, що збирався попрощатись, був більшим, ніж раніше, і їх патріотичний спів розлютив німців, які відповіли насильством та арештами.

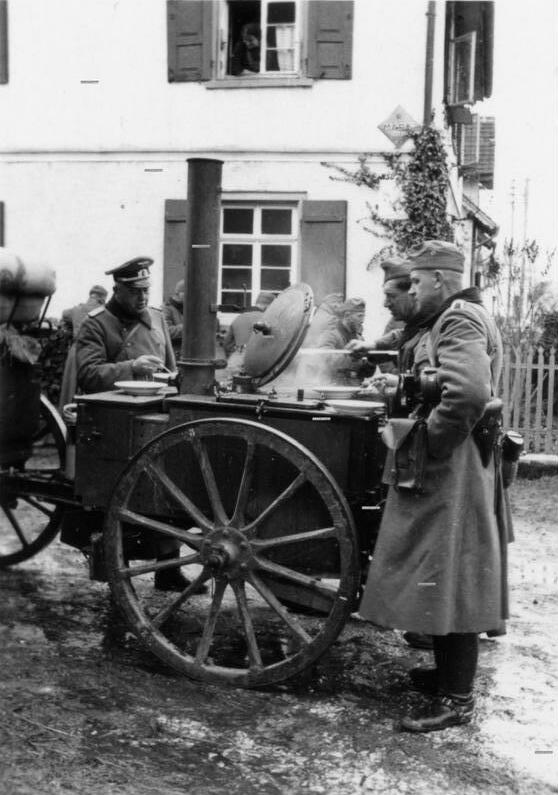
Німецька польова кухня

Кораблі вийшли з Гернсі 26 та 27 вересня з 825 депортованими  :56 тому числі 9 із Сарка. Гернсі запозичив у німців дві польові кухні і приготував їжакам, як їх називали німці, страву. Кораблі відпливали після комендантської години.  :63–69 Третя партія 560 залишила Джерсі 29 вересня 1942 року. Плавання у Джерсі призвело до більшої натовпу, співів та ще більше насильства та арештів. Замість того, щоб садити депортованих у всюдисущі французькі вагони "40 hommes et 8 chevaux", німці подарували їм вагони поїздів другого класу. До пункту призначення знадобилося три дні. 21 січня 1943 року Міністру внутрішніх справ у Палаті громад було задано питання про депортації з Гернсі. Жодної інформації не було оприлюднено.

### Лютий 1943
Рейд британського командоса на Сарк у жовтні 1942 року, операція "Базальт", стимулював чергову партію депортацій у лютому 1943 року, коли людей вивезли з усіх трьох островів. З 1000 осіб, які мали право на відповідність критеріям, викладеним у наказах, 201 було депортовано.  :28–37
До цієї групи входили троє євреїв з Гернсі та п'ятеро з Джерсі.  Незважаючи на те, що їх відправляли до таборів для інтернованих у Бібераху та Лауфені та концтаборі Бухенвальд, вони всі пережили війну.

### Повернення
Через кілька тижнів після депортації кількох із тих, кого вважали справді хворим, таємно повернули на свій острів.  :159

## Табори

### Дорстен
Stalag VI-J - табір для військовополонених, розташований у Дорстені в промисловій Рурській області. Аварійні кулі навколо табору чітко вказували, що вони перебувають у зоні бомбардування. Комендант табору став відомий як "Розі Джо" після використання власних грошей на придбання молока для дітей.  :35 Інтерновані Гернсі, а деякі з Джерсі, провели шість тижнів у цьому транзитному таборі, доки не було вирішено перенаселеність у Біберачі. Одиноких чоловіків відправили до Лауфена, а сім'ї прийняли Біберах та Вурцах. Дорстен припинили використовувати після 12 листопада 1942 

### Біберах

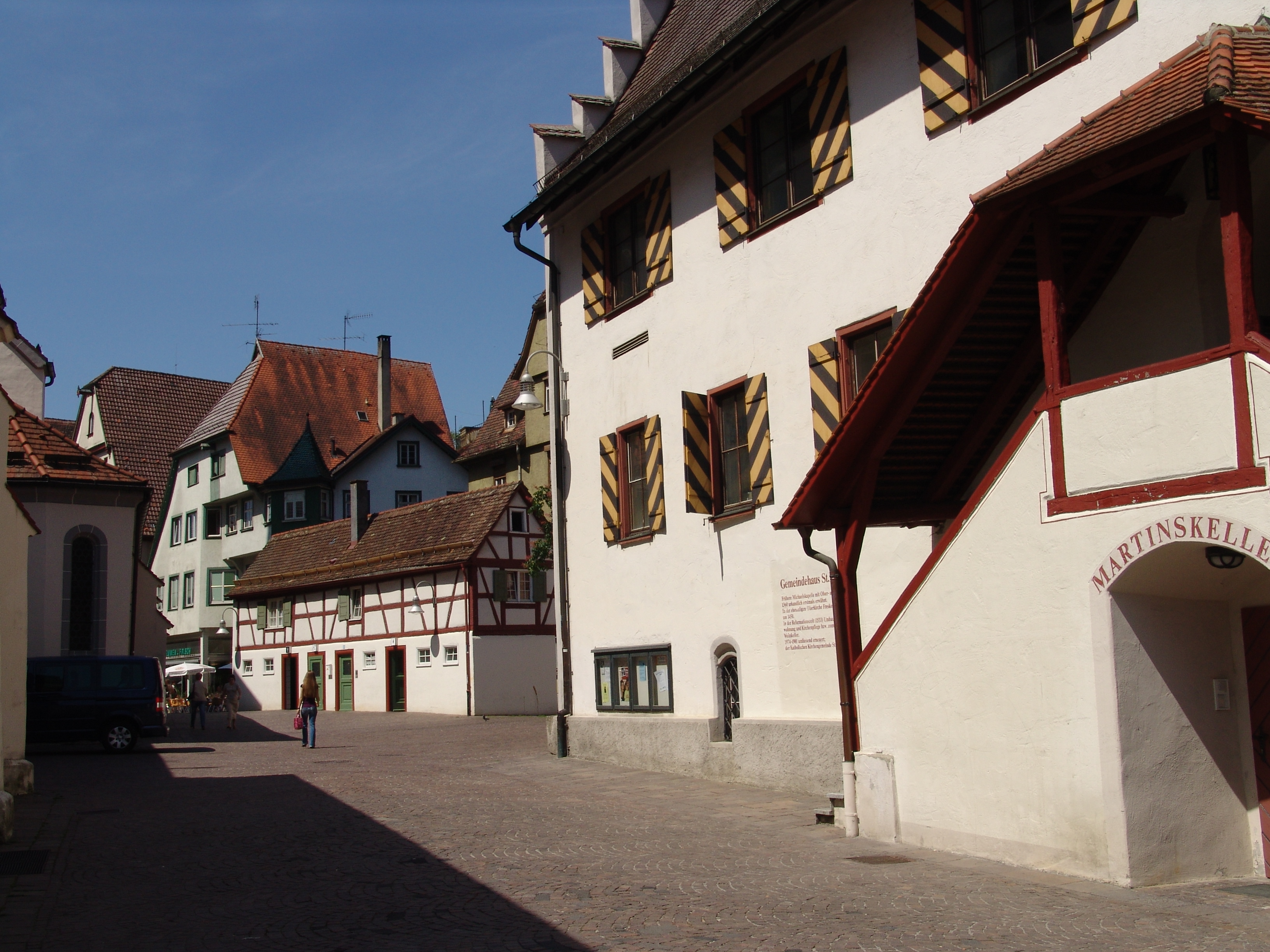
Місто Біберач

Офлаг VB знаходився в Бібераху на річці в сільській місцевості на півдні Німеччини з видом на Баварські Альпи. Він був перейменований на "Ilag VB", коли змінив своє використання на цивільний табір інтернованих. Табір також був відомий під назвою Лагер Лінделе.
Перші дві партії людей з Джерсі прибули до колишнього літнього табору Гітлерюгенда, але тепер складався з 23 баракових хатин, оточених колючим дротом та сторожових веж. Кожна хатина вміщувала по 84 людини в кімнатах, призначених для 18 осіб. Чоловіків тримали окремо від жінок та дітей. Були дві лікарняні хатини, комори, їдальня, куховарка, мийка та душова кабіна, міліція та табір для в’язниць. У хатині була створена школа, в якій були німецькі офіцери. Наприкінці 1942 року після подання скарг санітарні умови покращились. У таборі було багатолюдно, хоч і не так сильно, як у концтаборі Берген-Бельзен, де подібні хатини вміщували по 500.  :52–55
У жовтні / листопаді 1942 року одиноких чоловіків відправили до Лауфена, а низку сімей було відправлено до Вюрзаха, звільнивши місце для сімей з Дорстена. Залишилось 1011 інтернованих; 429 чоловіків, 437 жінок і 145 дітей, усі, крім 20 островів острова Норманд.  :57 Кількість інтернованих зростатиме з лютневим прийомом депортації, згодом трохи євреїв і, нарешті, група з 200 арабів. Ряд із цих пізно прибулих людей загинув внаслідок поганого лікування раніше.
Медсестра Гернсі Гледіс Скіллетт, яка була п’ятим місяцем вагітности на момент депортації до Бібераха, стала першою островкою на каналі, яка народила в полоні в Німеччині.  Матерів не розважало, коли на свідоцтвах про народження було нанесено свастику.  :80

### Вурцах-Аллгау

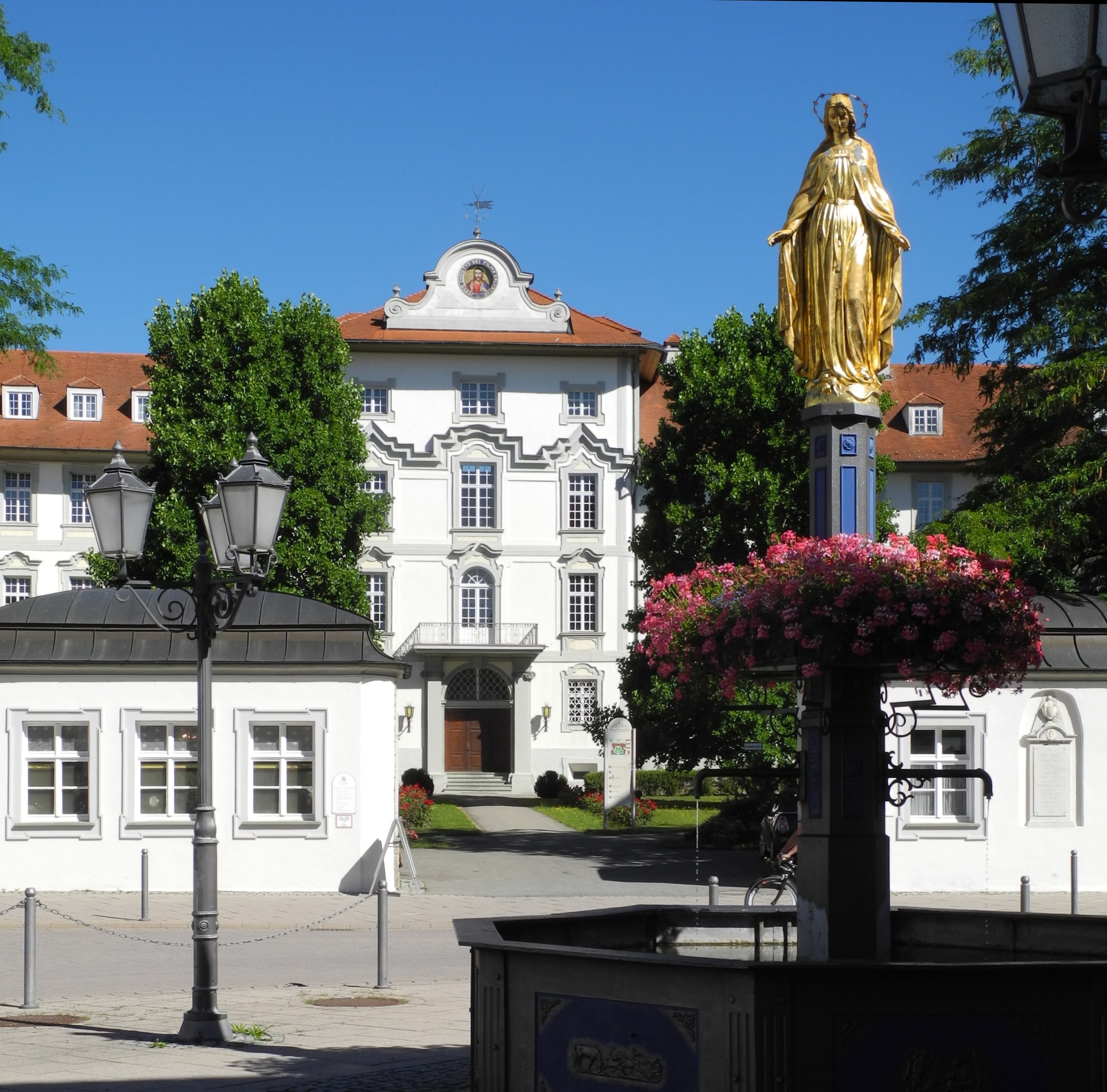
Бад Вурцах - Шлосс

Тепер Idle V-C називався Bad Wurzach та був філіальним табором Ilag VB. Це було приблизно в 30 милях на південь від Бібераха, а також раніше було офіцерським табором. У жовтні 1942 Туди з Бібераха було перевезено 618 жителів острова Норманд. Більше прибуло в листопаді з Дорстена. Їх розмістили в особняку 17 століття, який раніше був католицьким навчальним коледжем. Їх змусили очистити брудні будівлі протягом тижня. Він містив лікарню, театр, комори, погреби та житлові приміщення для чоловіків та жінок у різних комунальних кімнатах до 30 із двоярусними ліжками. Деякі сім'ї з дуже маленькими дітьми мали приватну кімнату.  :73–75 Була створена школа для 130 дітей, але вони не мали кваліфікованого вчителя.
Представники Червоного Хреста, які час від часу відвідували табір, не були задоволені розміщенням, хоча німці забезпечували вугілля для пожеж, коли мав відбутися візит. Була перенаселеність, сирість, щури, миші та блохи, але окрім поліпшення санітарних умов, мало змін.  :75–76
Наприкінці 1944 року з Берген-Бельзена прибули 72 голландські євреї, більшість з яких мали англійських бабусь і дідусів.  :37 Депортовані тепер з перших вуст дізналися про умови в інших місцях.  :90

### Лауфен
Ilag VII в Laufen знаходиться в Баварії з видом на Альпи на кордоні з Австрією і був призначений табір для одиноких чоловіків. Раніше він використовувався як офіцерський табір для військовополонених, його назва змінилася з Офлаг на Ілаг ( Internierungslager ), коли прибули цивільні. Це був Schloss з кількома поверхами та сходами. Приймаючи одиноких чоловіків віком старше 16 років з Дорстена та Бібераха, старшим табором спочатку був Френк Стробант, до того, як Амброуз Шервілл зайняв посаду в червні 1943  :192 Кілька американських цивільних уже були в таборі. Чоловікам було легше адаптуватися до табірного життя, проте в цьому таборі було більше проблем, спричинених голодом і нудьгою.  :74–82

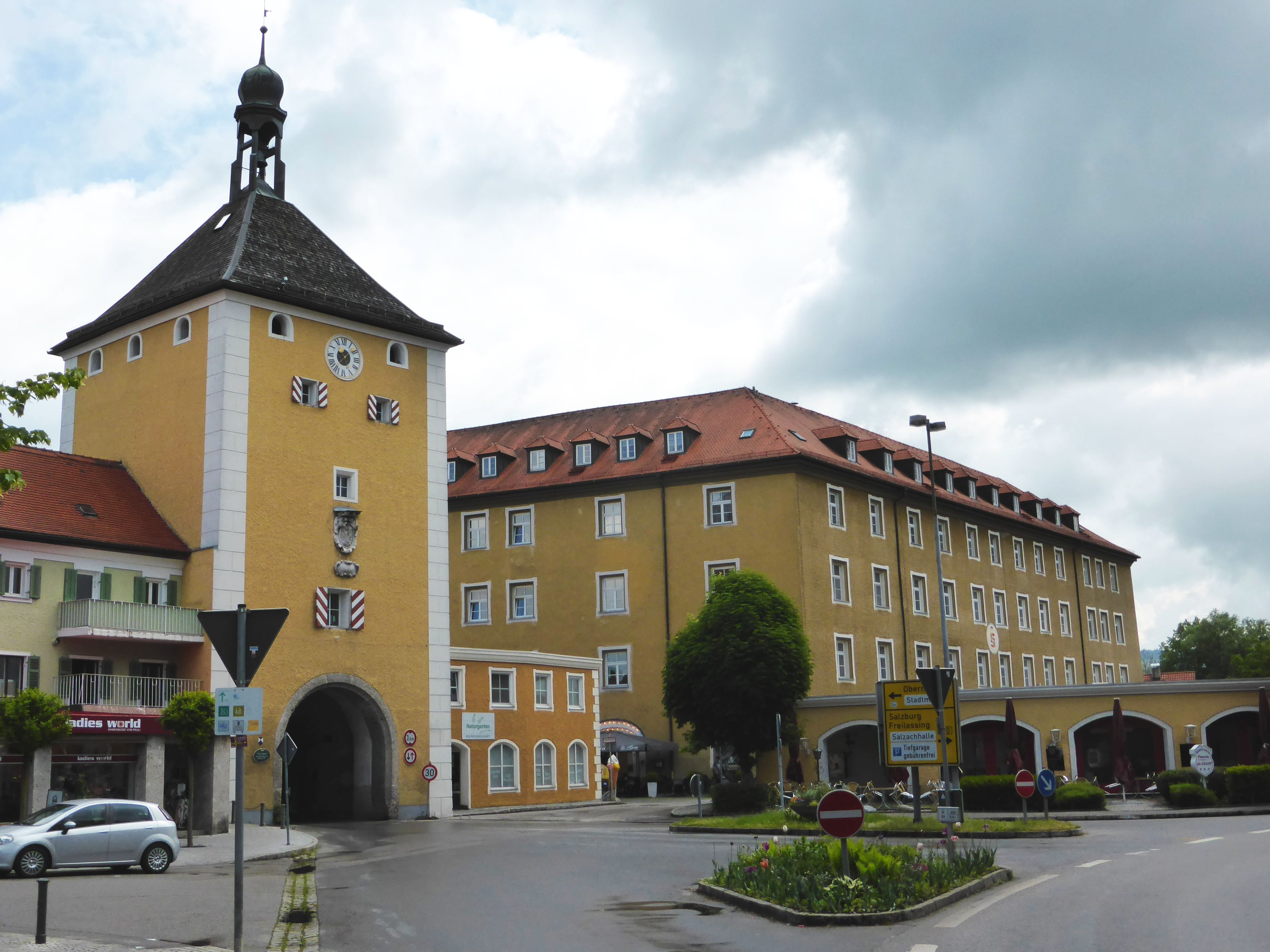
Laufen Schloss

Не отримавши посилок Червоного Хреста до Різдва 1942 року, вони були здивовані, коли сусідній табір для військовополонених подарував кожній людині в Лауфені олов'яне згущене молоко та пакет печива.  :87 Листи додому згадують, яка холодна погода і замок.  :117
Як і в інших таборах, було створено пожежну охорону, їдальню, кравців та шевців. YMCA поставив 1500 книг для бібліотеки  :189 і маючи 27 вчителів, класи були створені на п'яти мовах та 33 предметах.  :114 Треба було створювати спорт та розваги. Одного разу людина, використовуючи макіяж та відповідний одяг, прикидалася Адольфом Гітлером, оглядаючи різні табірні споруди та нагороджуючи табірного лікаря Залізним Хрестом. Це призвело до того, що було знайдено табірний «придурок», коли було знайдено лист на ім’я коменданта табору, в якому повідомлялося про витівки.  :92
Джон Лінгшоу з Джерсі вирішив співпрацювати з німцями та зголосився у серпні 1943 року поїхати до Берліна та викладати англійську мову для жінок, які працюють у службі пропаганди.  Після війни він був притягнутий до кримінальної відповідальности та засуджений до 5 років ув’язнення.
93-сторінна меморіальна книга під назвою «Клітка для птахів: Ilag vii Laufen, Обербаєрн - Німеччина» була написана в 1944 році та опублікована в 1945 році  :36
Нудьга була головною проблемою. Деяким інтернованим було дозволено виконувати оплачувану роботу за межами табору.  :195 У таборі сильно обговорювали моральний погляд на те, чи слід робити роботу.  :82

### Інші табори
Невелика кількість жителів островів проводила час в інших таборах, таких як Лібенау на швейцарському кордоні, фронт Шталаг 122 поблизу Парижа, Ilag XVIII Spittal. Ilag Westertimke та Stalag VIII-B в Тешені.  :38–9

## Умови таборів

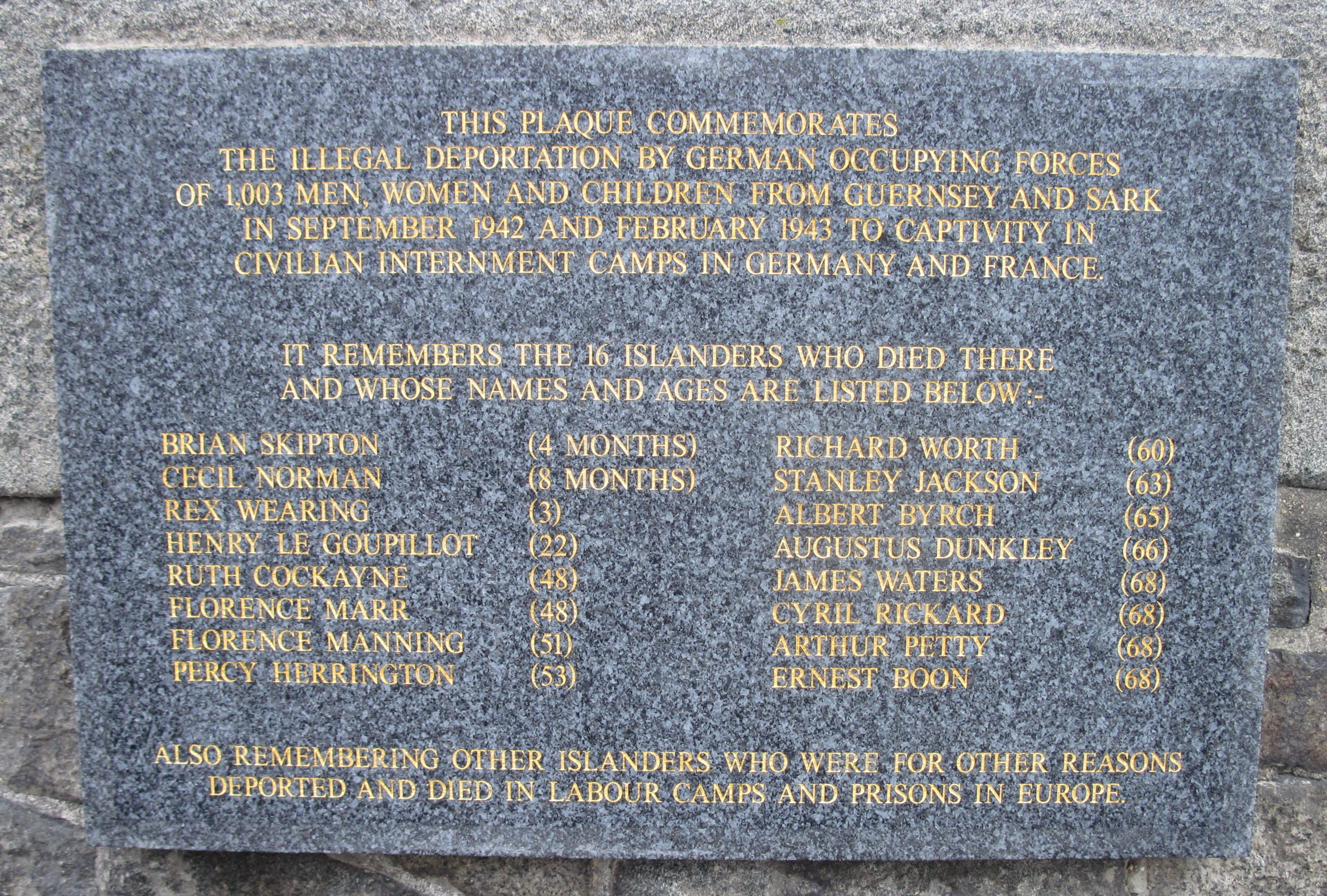
Дошка Гернсі на згадку про 1003 депортованих Гернсі та Сарка

У всіх таборах керували військові, щодня проводились інспекції та три переклички. Біберах і Вурзач були зайняті поліцією в грудні 1942, Яка краще за солдатів розуміла годуючих матерів та дітей.  :38
Кожен табір призначив старшого табору, “лагерфюрера”. У кожній хаті був обраний вождь. Всі інші в таборі мали повсякденні обов'язки, від прибирання до роботи в лікарні, табірного перукаря, електрика тощо Біберах створив табірну поліцію для підтримки дисципліни та допомоги під час повітряних нальотів.  :59&86
Вони спали в основному на дерев'яних двоярусних ліжках із солом'яними паліамами, подушкою та армійськими ковдрами. Були шафки та спільні душові. Інтернованих на ніч зачинили в хатинах. У Біберачі та Вурзачі чоловіки, жінки та діти могли спілкуватися протягом дня, повертаючись до власного помешкання до того, як погасне світло.  :61
Їжа була ледве достатньою; водянистий суп двічі на день і 1 раз кг батона між 5 людьми щодня.  :61 Посилки Червоного Хреста, що надійшли в середині жовтня 1942 року, дозволили поліпшити харчування: одна посилка на людину на тиждень до грудня 1944 року, коли німецькі транспортні системи почали руйнуватися. Деякі випадки їжі, включаючи молоко, фрукти, варення, рибу та мило, надходили від Червоного Хреста на додаток до окремих посилок.  :21 Грудневі посилки включали різдвяний пудинг та солодощі з марципану. Почали надходити книги та ігри. Отримано кілька посилок з Сполученого Королівства та з островів.
Розваги забезпечувались табірними шоу, музичними заходами з використанням інструментів, нотами та матеріалами для художників, які забезпечували постійні відвідувачі YMCA та YWCA. Спортивні дні,  :43 фізкультури, футбол, хокей :220 та крикетні матчі.  :68 У неділю були організовані церковні служби та школи для дітей. Значки табору замість грошей та нових виданих посвідчень особи. Табірне мистецтво, таке як гравірування жерстяних кружок, пошиття, створення новорічних іграшок та виготовлення сандалій з латаної нитки, було популярним захопленням.  Насіння для посадки в садах постачало Червоний Хрест.  :79
Тривали довгі (до 10 миль) та короткі прогулянки за межами табору Вюрзах, під охороною до 150 людей, включаючи дивний візит до гуртожитку.  :32 У Біберачі люди, яким дозволяється виходити на прогулянки, торгували товарами Червоного Хреста на кроликів, курей, яйцями, сигарами та шнапсом, а також збирали безкоштовну їжу з живоплотів.  :62 Прогулянки в Лауфені були більш обмеженими.
Листівкова система зв'язку до Сполученого Королівства (через Червоний Хрест) і Нормандських островів (через німецьку “Фельдпошту” на ім’я “Канал Інсельн”) розпочала свою діяльність у жовтні 1942  :6 Інтернірованним дозволяли три аркуші листів та чотири листівки на місяць. Бланки можуть містити стільки слів, скільки вміщуватиметься на цій сторінці, що дуже відрізняється від звичайних військовополонених.  :59–62 Кожен головний табір мав своїх цензорів, а Вурцах використовував цензуру Бібераха.  :87 Лауфен виготовляв надруковані різдвяні листівки із кресленням зовнішньої сторони замку (1943) та у склепінчатій їдальні (1944).  :112–4 Залишені на островах скрині одягу та товарів прибули до таборів досить цілими. Окремі посилки до 5 кг ваги можна було відправити до таборів безкоштовно,  :55 проте тютюн у них, як правило, зникав. Червоний Хрест також постачав трохи одягу.
Інтернірованим давали 10 марок на місяць, щоб вони могли купувати зручності.  :34 Чоловікам дозволялося рубати дерева на дрова.  :86 Холод і волога були серйозною проблемою, коли температури опускалися до -20 ° С.
Хвороба від поганої їжі, дифтерії та скарлатини спричинила смерть.  :55
Приховані радіостанції у всіх трьох таборах серед інтернованих дозволяли їм збирати новини від закордонної служби BBC.  :120 Інші вказівки включали регулярні польоти бомбардувальників, що пролітали над таборами, і випадкові нові прибуття, які бачили міста «досить сплощеними»  :72 У Вюрзаху в серпні 1944 Один чоловік склав карту і показав прогрес союзних армій червоною вовною, який регулярно оглядав командир табору.  :79 У 1945 році в Лауфені німецький командир попросив дати йому таємне табірне радіо, коли табір збирався обшукувати, Шервілл передав його, табір обшукали, і радіо йому повернули.  :199
У вересні 1944 року 125 літніх та немічних людей було репатрійовано на СС Дроттнінгхольм через Швецію до Сполученого Королівства. Після триденної січневої поїздки старшого з Лауфена Амвросія Шервілла до Берліна на зустріч із швейцарською делегацією, 24 із Лауфена були включені до складу наступних 212, репатрійованих у квітні 1945 :172–9:202–7
Нудьга та одноманітність таборів були головною проблемою для всіх  :159 кілька особливих подій стали пам’ятними. Чоловіки Лауфену відвідали мандрівний цирк і придбали власний кінопроєктор для показу запозичених фільмів.  :118 У січні 1945 року до Вюрзаха прибув мандрівний кінотеатр, багато дітей вперше побачили рухому картину.  :97 Іноді листи Червоного Хреста отримувались з островів, незважаючи на те, що їх відрізали з серпня 1944  :114
Як тільки посилки Червоного Хреста почали надходити оптом, 2000–6000 одночасно у Вурцах  :49 тих, хто знаходився в таборах, мабуть, годували краще, ніж більшість людей, що залишились на окупованих островах. Деякі в таборах надсилали посилки Червоного Хреста на Нормандські острови.  :56  :159 300 брусків мила та 500 банок какао були відправлені з Бібераха острівним дітям у березні 1944  :59 З серпня 1944 Вторгнення на південь Франції перерізало шлях доставки посилок Червоного Хреста, що в поєднанні з пошкодженням залізничної системи скоротило доставку посилок до невеликої кількості.  :79 До грудня 1944 року продовольства не вистачало, в результаті чого інтерновані виривалися шукати їжу на прилеглих фермах.  :92

## Визволення

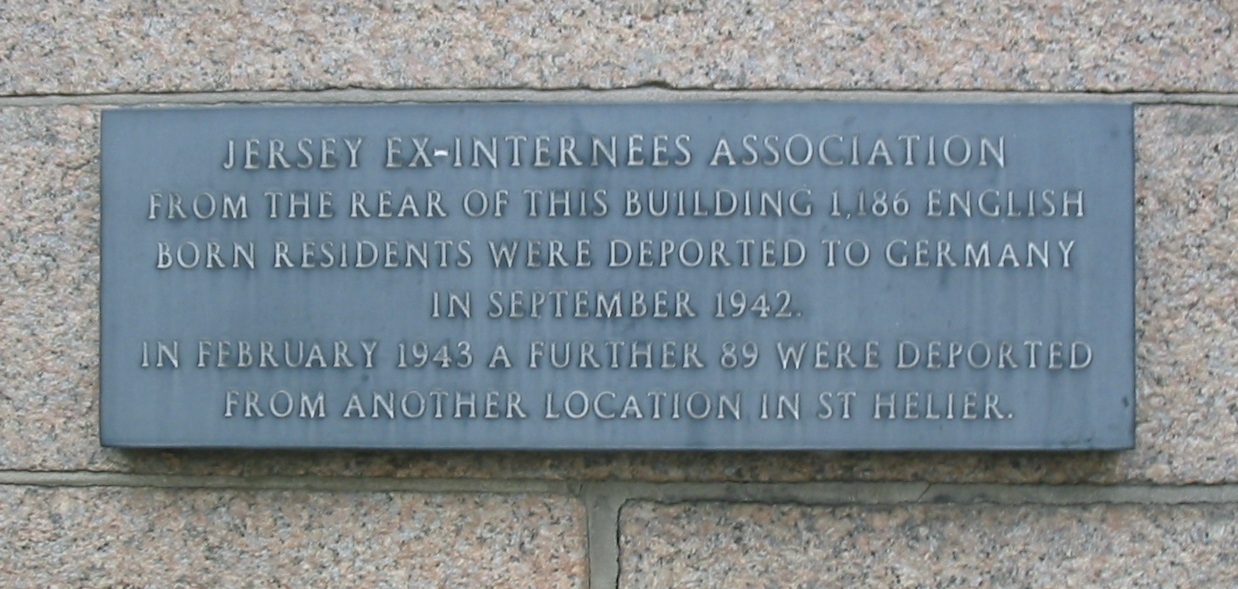
Меморіальна дошка з Джерсі: У задній частині цієї будівлі 1186 мешканців англійського походження були депортовані до Німеччини у вересні 1942 року. У лютому 1943 року ще 89 депортували з іншого місця в Сент-Гелієрі.

Місто Біберах було вибухонебезпечене 12 квітня, вбиваючи німецьких цивільних осіб, потім 22 квітня французькі танки, що слідували за німецьким відступом, пройшли повз, не зупиняючись. Наступного дня з дозволу Німеччини затриманому було дозволено їхати на велосипеді до французьких підрозділів, якими командував генерал Леклерк, і повідомляти їм, що місто "відкрите". Однак, коли прибули французи, їх обстріляли, і там поспішили вивісити на колючому дроті білі прапори. Німці відступили, і табір був звільнений в день Георгія. Приїхали співробітники, щоб опитати всіх та видати тимчасові посвідчення особи.  :70–1 29 травня 1945 року до Англії було перевезено 1822 літаків, у тому числі 160 дітей до 14 років  :315
Вурцах був звільнений 28 квітня 1945 року французьким марокканським бронетанковим підрозділом, який не знав про інтернованих.  :118 Вважаючи, що Schloss є штабом, кровопролиття вдалося уникнути швидкою капітуляцією місцевого Volkssturm.  :38 Врешті-решт інтерновані покинули табір на початку червня і були доставлені до Сполученого Королівства 7 червня.  :139
Лауфен останнім був звільнений 4 травня 1945 року американцями 40-ї бронетанкової дивізії. Не знаючи про табір, вони помітили прапор Союзу, намальований на аркуші, і прийшли розслідувати. Багато чоловіків витратили наступний місяць, допомагаючи місцевим лікарням доглядати жертв концтаборів. Місто Лауфен, як виявилося, попрощалося з ними, коли вони поїхали на аеродром, щоб у червні вилетіти до Англії.  :152–7
Деякі діти народилися в таборі і пішли на визволення.  :54
Пройшло кілька місяців, перш ніж влада Англії видала всім пайкові картки, посвідчення особи та ордери на поїздки, деякі повернулись до Гернсі в серпні.

## Смерті
Троє померли в Дорстені, дванадцять у Вюрзаху. Двадцять у Бібераху, за винятком євреїв та інших осіб, смерті яких не зафіксовано, та десять у Лауфені. Десять із смертей були жінками, а п'ять - дітьми. До 20 інтернованих мали право бути присутніми на кожному похороні у місцевих подвір'ях.  :210
| Dorsten - Manning F.M. - Skipton B.F. (4m) - Walters J.P. | Biberach... - Boon E.C. - Byrch A.P. - Cockayne R.C. - Cockburn A.B. - Jackson S. - Law A. - Marr F.M. - Nathan A. - Norman C. (8m) - Ogier L.I.H. | ...Biberach - Otter M.E. - Petty A. - Rickard C. - Streader M.A. - Steaphens J. - Streader S. - Wearing R. (3y) - Webb W.H.E. - Wilkinson G.H. - Worth R.C. | Wurzach - Arbuckle H. - Atyeo C.B.:189 - Barnes G. - Bowden A.M. - Brint M.R. - Bull S.L. - Gould R.:63 - Harris L.A. - Hutton J. - Lennox-Thompson J. - Miranda A. - Todhunter W.P. | Laufen - Davies D.:218 - Dimery A. - Dunkley A.:222 - Guter N. - Herrington P.:217 - Hey N.:223 - Le Goupillot H.:223 - Solomon E. - Stern A. - Weismann A.:214 |